# Brian Said
Brian Said (Valletta, 15 de maio de 1973) é um ex-futebolista e treinador de futebol maltês que atuava como zagueiro. 

## Carreira
Embora tivesse iniciado a carreira em 1989, só seria usado com mais frequência no elenco principal do St. Andrews a partir da temporada 1991–92, jogando como meio-campista ou até como atacante. Jogou 49 partidas e fez 10 gols até 1994, quando foi emprestado ao Birkirkara por um ano, atuando em 17 jogos, com um gol marcado.
Em 1995, assinou com o Floriana, já se firmando como zagueiro. Atuou em 119 jogos e fez 6 gols em sua primeira passagem pelo clube. Também se destacou no Sliema Wanderers, disputando 181 partidas entre 2001 e 2008 e fazendo 14 gols, conquistando um tricampeonato nacional e uma Copa Maltesa, em 2003–04. Passaria ainda pelo Marsaxlokk antes de voltar ao Floriana em 2009. A segunda passagem de Said teve como destaques a conquista da Copa Maltesa de 2010–11 e a partida contra o Tarxien Rainbows, que marcou a 425ª partida oficial de Said na Primeira Divisão maltesa, ultrapassando Stefan Sultana e David Camilleri, até então os detentores do recorde.
Ainda em 2011, voltaria ao St. Andrews para encerrar sua carreira como jogador no ano seguinte. Em 2019 foi anunciado como novo técnico da equipe.

## Carreira na seleção
Com passagem pelas seleções de base de Malta, Said é um dos jogadores que mais defenderam os Cavaleiros de São João na história: foram 89 partidas disputadas e 5 gols.

## Títulos
Sliema Wanderers
- Campeonato Maltês: 2002–03, 2003–04, 2004–05
- Copa Maltesa: 2003–04

Floriana
- Copa Maltesa: 2010–11